# ЛаГГ-3
ЛаГГ-3 — одноместный одномоторный поршневой истребитель-моноплан, стоявший на вооружении ВВС РККА во время Великой Отечественной войны. Использовался в качестве истребителя, истребителя-перехватчика, истребителя-бомбардировщика, самолёта-разведчика, производился в 1941—1944 гг. Один из трёх истребителей нового поколения, принятых на вооружение перед вторжением Германии на территорию СССР (другие два — МиГ-3 и Як-1).
Начальником ОКБ-301 и руководителем работ по созданию ЛаГГ-3 был В. П. Горбунов. Однако самолёт получил обозначение ЛаГГ не только по фамилии руководителя проекта В. П. Горбунова, но и по фамилиям его ближайших сотрудников — С. А. Лавочкина и М. И. Гудкова.

## История создания

### Предыстория
В январе 1939 года НКАП выдал техническое задание на истребитель общего назначения. Созданием нового самолёта занялись сразу три КБ: Поликарпова, Сухого и Яковлева.
Главный конструктор авиационного завода № 21 в Горьком Михаил Пашинин в инициативном порядке также приступил к проектированию истребителя-моноплана.
Небольшой конструкторский коллектив ОКБ-301 (Владимир Петрович Горбунов, Михаил Иванович Гудков и Семён Алексеевич Лавочкин) возникший в 1938 году, работал над цельнодеревянными истребителями и решил также представить на конкурс свою работу. В. П. Горбунов был начальником отдела, М. И. Гудков и С. А. Лавочкин были его сотрудниками в Главном (Самолётном) управлении НКОП (до разделения Наркомата оборонной промышленности на отраслевые наркоматы в январе 1939 года). Первоначально группа работала на заводе в Кунцеве (ещё в 1938 году остававшемся мебельной фабрикой), где производились самолётные винты и лыжи. Вскоре после того, как Горбунов стал начальником 4-го отдела 1-го главного управления (выделившегося из НКОП) Народного комиссариата авиационной промышленности СССР, его и остальной коллектив передали в распоряжение директора завода № 301 в Химках Ю. Б. Эскина.
15 июля 1939 года Горбунова назначили начальником ОКБ-301, а в сентябре 1939 года он стал руководителем проекта по созданию истребителя. Под руководством В. П. Горбунова были созданы сначала ЛаГГ-1, а затем и ЛаГГ-3.

### Прототип
Прототипом являлся И-22 — одноместный цельнодеревянный низкоплан. В конструкции самолёта широко использовали берёзовую фанеру и сосну. Из дельта-древесины марки ДСП-10 изготавливали полки лонжеронов, нервюры, и отдельные детали передней части фюзеляжа. Из-за широкого применения малоизученной на тот момент дельта-древесины ЛаГГ-3 был гораздо тяжелее своих конкурентов и весил 2968 кг (яковлевский прототип И-26 — 2700 кг) — конструкторы заложили в его конструкцию значительный запас прочности. Двигатель рядный, жидкостного охлаждения М-105П мощностью 1050 л. с., разработанный в КБ Климова. Винт трёхлопастный изменяемого шага ВИШ-61П. Вооружение состояло из пары 12,7-мм пулеметов УБС (230 выстрелов на ствол) и 23-мм пушкой ПТБ-23 (81 выстрел), которая затем была заменена на ещё один УБС.
Предполагалось вооружить самолет также скорострельной авиационной пушкой Ш-37 Шпитального калибра 37 мм.
Ведущими летчиками-испытателями на И-301 назначили П. М. Стефановского и С. П. Супруна. 30 марта 1940 года лётчик-испытатель А. И. Никашин впервые облетал прототип. Ёмкость трёх главных топливных баков, расположенных в фюзеляже, составляла 340 литров, что обеспечивало дальность полёта порядка 600 км, но к тому времени НКАП выдал новое требование к фронтовому истребителю, согласно которому дальность должна была быть не менее 1000 км. За исключением этого недостатка И-22 отвечал всем поставленным техническим требованиям.
29 августа 1939 г. вышло официальное постановление СНК СССР № 243 о постройке двух экземпляров цельнодеревянного истребителя И-301 (номер присвоен по номеру завода). Прототип И-301 строился уже в Химках. Он проектировался в двух вариантах — фронтовой высотный под двигатели М-105ТК-2 и фронтовой истребитель под мотор М-106П. Оба самолёта должны были нести запредельное по тем временам вооружение: 23-мм пушку ПТБ-23 в развале цилиндров на 80 снарядов, два крупнокалиберных пулемета Березина на 220 патронов на ствол и два пулемёта ШКАС с боезапасом в 1000 патронов на ствол. Бронирование состояло из лобового бронестекла толщиной 55 мм и стальной бронеспинки толщиной 8,5 мм.
Первый опытный образец И-301 появился весной 1940 года. Самолёт впервые поднялся в воздух с Центрального аэродрома 28 марта 1940 г., поднял его в небо лётчик-испытатель А. И. Никашин. К сожалению, моторостроители не довели до требуемой надёжности проектные двигатели. Это вынудило поставить на опытную машину серийный мотор М-105П, что резко ухудшило лётные данные и заставило отказаться от части вооружения на серийных модификациях. И-301 первым из советских одномоторных истребителей получил радиополукомпас (на серийные машины РПК не устанавливался).
Заводские испытания И-301 завершились 12 апреля 1940 года, а 29 апреля приказом НКАП его включили в список самолётов, участвующих в первомайском воздушном параде. Истребитель был покрыт разбавленным смоляным клеем ВИАМ-Б3 вишнёвого цвета и отполирован, за что и получил прозвище «рояль». 14 июня 1940 года И-301 приняли в НИИ ВВС. Ведущим инженером назначили М. И. Таракановского (участника заводских испытаний), ведущим лётчиком — П. М. Стефановского; в испытательных полётах принимал участие С. П. Супрун. Всего совершено 42 полёта общей продолжительностью 16,5 часов. Но программа выполнения испытаний на пикирование и фигур высшего пилотажа, включая штопор, полностью выполнена не была, не удалось проверить в воздухе работу вооружения. Государственные испытания заняли шесть дней, закончившись 27 июня.
Из протокола приёмной комиссии:
«1. Предъявленный на государственные испытания 1-й экземпляр… И-301 с мотором М-105П их не выдержал…
3. Признать, что … И-301 представляет несомненный интерес для ВВС, как в части своего материала — упроченная древесина, мощного вооружения, так и в части максимальной скорости — 605 км/ч.»
Среди перечислявшихся недостатков отмечались высокая посадочная скорость (около 140 км/ч при заданной 115 км/ч), плохой обзор из кабины (из-за низкого качества плексигласа), перегрев воды и масла при наборе высоты, недостаточная продольная устойчивость, большая нагрузка на основные шасси при взлёте, отсутствие посадочной фары и радиостанции.
26 июля 1940 года Совнарком принял решение о развёртывании серийного производства И-301 на заводе № 23 в Ленинграде.
После изменения системы обозначения советских военных самолётов машина стала именоваться ЛаГГ-1, а после приказа НКАП от 23 ноября о выпуске варианта с увеличенной дальностью полёта (пятью баками) — ЛаГГ-3. В 1941 года за создание самолёта Лавочкин, Горбунов и Гудков были удостоены Сталинской премии.

### Модернизация
В сентябре 1941 года ОКБ-301 под руководством Гудкова М. И. впервые оснастило ЛаГГ-3 звездообразным двигателем воздушного охлаждения АШ-82 и успешно его испытало (Гу-82), но из-за позиции НКАП он не был запущен в серийное производство. Попытка установить на ЛаГГ-3 этот двигатель была предпринята и ОКБ-31 под руководством Горбунова В. П. (Таганрог), однако не была завершена ввиду срочной эвакуации. Позже, уже в Тбилиси, Горбунову удалось установить двигатель на ЛаГГ-3, однако его вариант (Г-1) по скоростным характеристикам уступал другим модификациям ЛаГГ-3 с АШ-82.
Спустя полгода после работ ОКБ-301, ОКБ-21 под руководством С. А. Лавочкина (город Горький) после аналогичной операции — установки двигателя воздушного охлаждения АШ-82 на ЛаГГ-3 — удалось запустить в производство свой самолёт под наименованием Ла-5, ставшим основой для семейства истребителей Ла-5Ф, Ла-5ФН, Ла-7.

## Серийное производство
10 октября 1940 года правительство приняло решение запустить истребитель И-301 в массовое производство под обозначением «ЛаГГ-3» . Выпуск начали на четырёх Государственных авиационных заводах (ГАЗ): ГАЗ-21 в Горьком, ГАЗ-23 в Ленинграде, ГАЗ-31 в Таганроге (в августе-сентябре 1941 года эвакуирован в Тбилиси) и ГАЗ-153 в Новосибирске. Приказ НКАП о запуске в серию улучшенного И-301 с увеличенным запасом топлива на заводе № 21 вышел 23 ноября 1940 года. Первоначально Лавочкина направили на ГАЗ-31, но пробыл он там недолго — ему приказали выехать в Горький и возглавить опытное производство. 10 февраля 1941 года приказом НКАП ОКБ-21 под руководством Лавочкина в г. Горьком было определено быть головным в совершенствовании и модернизации ЛаГГ-3, в Таганрог начальником ОКБ-31 направлялся Горбунов; Гудков оставался в Химках в должности начальника ОКБ-301.
Первым налаживать серийное производство истребителей начал ленинградский ГАЗ-23. На декабрь 1940 г. предприятию запланировали выпуск пяти ЛаГГ-1. Фактически же серийные машины стали покидать заводские цеха в следующем году уже в варианте ЛаГГ-3. Первый самолёт вышел на аэродром в феврале 1941 года. До эвакуации ленинградцы смогли сдать заказчику 65 истребителей.
Первый ЛаГГ, изготовленный в Горьком, поднялся в воздух с заводского аэродрома 23 января 1941 года, однако военной приёмкой он был принят только 24 февраля.
В Таганроге первый самолёт поднялся в воздух 23 февраля.
Контрольные испытания ЛаГГ-3 первой серии закончились в НИИ ВВС 20 июня 1941 года. Фактически это были государственные испытания, поскольку в первый раз госиспытания И-301 не прошёл. В ходе испытаний удалось выявить массу конструктивно-производственных и эксплуатационных дефектов, устранять которые пришлось уже во время войны. На ЛаГГ-3 первых серий устанавливали радиопередатчик РСИ-3 «Орёл», обеспечивающий связь на пяти фиксированных частотах.
| Производитель       | 1 | 2 | 3  | 4  | 5  | 6   | 7   | 8   | 9   | 10  | 11  | 12  | Всего |
| ------------------- | - | - | -- | -- | -- | --- | --- | --- | --- | --- | --- | --- | ----- |
| № 21 (Горький)      |   | 7 | 30 | 58 | 46 | 80  | 196 | 220 | 283 | 302 | 230 | 207 | 1659  |
| № 23 (Ленинград)    |   | 1 | 4  | 5  | 10 | 7   | 10  | 13  | 15  |     |     |     | 65    |
| № 31 (Таганрог)     |   |   | 1  | 18 | 32 | 38  | 44  | 130 | 165 | 26  |     |     | 454   |
| № 31 (Тбилиси)      |   |   |    |    |    |     |     |     |     |     | 3   | 17  | 20    |
| № 153 (Новосибирск) |   |   |    |    |    |     | 6   | 27  | 18  | 63  | 54  | 97  | 265   |
| Всего               | 0 | 8 | 35 | 81 | 88 | 125 | 256 | 390 | 481 | 391 | 287 | 321 | 2463  |

| Производитель       | 1941 | 1942 | 1943 | 1944 | Всего |
| ------------------- | ---- | ---- | ---- | ---- | ----- |
| № 21 (Горький)      | 1659 | 1924 |      |      | 3583  |
| № 153 (Новосибирск) | 265  | 65   |      |      | 330   |
| № 23 (Ленинград)    | 65   |      |      |      | 65    |
| № 31 (Таганрог)     | 454  |      |      |      | 454   |
| № 31 (Тбилиси)      | 20   | 782  | 1065 | 229  | 2096  |
| Всего               | 2463 | 2771 | 1065 | 229  | 6528  |

## Техническое описание

Схема ЛаГГ-3

Фюзеляж самолёта деревянный, типа монокок, овального сечения, переходящий в хвостовой части в килевую ферму. Каркас фюзеляжа состоит из пятнадцати шпангоутов, четырёх лонжеронов и двенадцати стрингеров. Киль выполнен заодно с фюзеляжем. Усиленные шпангоуты (№ 1 и 14) изготовлены с применением дельта-древесины, лонжероны — из сосновых брусьев переменного сечения. Кроме сосны, в силовом наборе фюзеляжа применялись липа и ясень. Все деревянные детали фюзеляжа соединялись клеем ВИАМ-Б3 без использования гвоздей и шурупов. Обшивка фюзеляжа выклеивалась из берёзового шпона; толщина обшивки изменяется от 9,5 мм в носу до 3 мм — в корме. Наружная отделка поверхности фюзеляжа включала склеивание шпона тканью, шпатлёвку и тщательное зашкуривание неровностей перед покраской. Передняя часть фюзеляжа представляет собой отсек, состоящий из цельносварной фермы, двух боковых стоек, одного заднего раскоса и ряда приклёпанных дюралевых профилей и книц под мотораму и вооружение. Цельносварная ферма изготовлена из хромансилевой стали С30ХГСА, термически обработана и оцинкована. Боковые стойки изготовлены из хромансилевых труб С30ХГСАТ 40-38 мм, в которые вварены стаканы. Стойки термически обработаны и оцинкованы. Поперечная распорка изготовлена из хромансилевой трубы С30ХГСА 35-32 мм, на концах которых приварены обоймы, термически обработана и оцинкована. На задних концах продольной панели вставлены стаканы, изготовленные хромансилевой стали С30ХГСА, термически обработаны и оцинкованы.
Крыло, набранное из двояковыпуклых несимметричных профилей NACA-23016 (в корне) и NACA-23010 (в консолях) относительными толщинами 16 % и 10 % соответственно, технологически делилось на центроплан и две двухлонжеронные консоли с работающей фанерной обшивкой. Угол поперечного V крыла — 6,5°.
Деревянный центроплан двухлонжеронной конструкции является основным силовым агрегатом самолёта, к нему крепятся консоли крыла, шасси, фюзеляж. Обшивка центроплана между лонжеронами — фанерная, толщиной 7 мм; обшивка носка крыла выклеена из шпона толщиной 4 мм. Лонжероны центроплана коробчатого сечения, полки изготовлены из дельта-древесины. Торцевые нервюры центроплана — металлические, изготовлены из хромансилевой стали С30ХГСА термически обработаны и оцинкованы. Фюзеляж крепится к центроплану на четырёх стальных узлах (сталь С30ХГСА). Плоскости крыла крепятся к стыковым узлам центроплана на болтах. Линии разъёма плоскости и центроплана закрываются металлической лентой.
Крыло, так же как центроплан, двухлонжеронное; обшивка плоскостей фанерная, передняя кромка выклеена из шпона толщиной 3 мм. В плане консоли имеют трапециевидную форму с закруглёнными концами. Механизация крыла включает элероны типа «Фрайз» со 100 % весовой компенсацией и посадочные четырёхсекционные (две секции под центропланом, по одной — под плоскостями) щитки типа «Шренк» (угол отклонения — 15 градусов на взлёте и до 50 — на посадке). Каркасы элеронов и секций щитков выполнены из дюралюминия, обшивка элеронов — полотняная (перкаль), щитков — дюралевая. На левом элероне имеется триммер. В правой консоли крыла установлена трубка Пито.
Горизонтальное оперение — свободнонесущее. Стабилизатор отъёмный, двухлонжеронный, деревянной конструкции с фанерной работающей обшивкой толщиной 3 мм; состоит из двух консолей, которые крепятся к корневой части, выполненной за одно целое с фюзеляжем. Каркас руля высоты изготовлен из дюралюминия и обтянут полотном. На каждой половине руля высоты установлены триммеры. Половинки руля высоты подвешиваются на стабилизатор в пяти точках. Конструкция руля направления аналогична конструкции руля высоты, руль направления подвешивается к килю в трёх точках на кронштейнах.
Шасси — убираемое с масляно-воздушной амортизацией, основные опоры — одностоечные с боковым подкосом-подъёмником. Основные стойки с колёсами убираются в переднюю часть центроплана. Для колес в центроплане выклеены специальные купола из берёзового шпона. Уборка и выпуск шасси осуществляется с помощью воздушно-масляного аккумулятора и гидросистемы. Колеса основных опор снабжены камерными пневматическими тормозами. Размер основных колес 600×180 мм. Хвостовая опора шасси убираемая, после начала войны неубирающаяся костылевая.
Управление самолётом состоит из ручного управления рулём высоты (ручка) и элеронами, ножного управления (педали) рулём направления и управления триммерами (с помощью штурвальчиков). Управление рулём высоты и элеронами осуществляется при помощи ручки, жёстких трубчатых тяг и качалок, проводка управления рулём направления — тросовая. Выпуск и уборка щитков-закрылков — с помощью гидропривода.
Моторная рама представляет собой сварную ферму из хромансилевых труб С30ХГСАТ и крепится к планеру в пяти точках: в трёх нижних — к узлам переднего лонжерона центроплана, в двух верхних — к лафету фюзеляжа. 12-цилиндровый двигатель водяного охлаждения М-105П (пушечный) крепится к раме двадцатью болтами из хромансилевой стали. Питание мотора горючим осуществляется шестью карбюраторами (один карбюратор на два цилиндра). В центроплане установлено три бензобака, ещё по одному — в консолях крыла. Все баки последовательно через обратные клапаны соединены с центральным, из которого горючее бензонасосом подаётся в карбюраторы. Центральный бензобак имеет ёмкость 124 л, следующие — ёмкостью по 114 л, крыльевые — по 98 л. Все баки изготовлены из алюминиевого сплава АМЦП (алюминий-магний). Сверху баки закрыты четырьмя слоями прорезиненной материи с фенолформальдегидной пропиткой, обеспечивающей самогерметизацию. Дополнительная противопожарная безопасность обеспечивалась за счёт нагнетания в топливные баки выхлопных газов, отводившихся из левого выхлопного патрубка (ЛаГГ-3 был единственным советским истребителем с такой системой). Топлива в баках хватало самолёту для 2,5-часового полёта на расстояние 900 км с крейсерской скоростью 455 км/ч.
В качестве основного топлива использовались этилированный бензин с октановым числом не ниже 95, а также топливная смесь № 1 (60 % бензина Б-70, 20 % изооктана и 20 % неогексана) или топливная смесь № 2 (60 % бензина Б-70, 20 % алкилбензола и 20 % неогексана). Резервное топливо — авиационный бензин с октановым числом 74 и с добавлением 0,4 % антидетонационной присадки Р-9 или В-20 (октановое число 92).
Масляный радиатор находится под двигателем.
Масло в мотор подаётся с помощью маслопомпы из двух установленных в фюзеляже перед кабиной баков суммарной ёмкостью 47 л.
Охлаждение мотора М-105П водяное, ёмкость водосистемы 90 л. Сотовый водорадиатор установлен в туннеле под кабиной пилота и охлаждался воздухом, поступавшим из воздухозаборников, расположенных в передней кромке центроплана и в подфюзеляжном совке. Регулирование температуры воды осуществляется заслонкой, изменяющим площадь сечения входного отверстия туннеля водорадиатора.
Выхлопной коллектор — общий на каждый борт.
Металлический трёхлопастной винт изменяемого шага ВИШ-61 диаметром 3 м при помощи регулятора Р-7 автоматически поддерживает заданное число оборотов мотора. Втулка винта закрыта коком.
Источником электроэнергии являются генератор и аккумулятор. Генератор расположен в передней части каркаса мотора с правой стороны, аккумулятор — за бронеспинкой кресла лётчика. Номинальное напряжение бортсети — 24 В.
На истребителе установлено кислородное оборудование, обеспечивающее нормальные условия работы лётчика на высотах от 4500 до 10 000 м.
Вооружение первых серийных машин уступало опытному И-301 (вплоть до 4-й серии). Из-за более слабого двигателя мотор-пушку пришлось заменить на пулемёт УБ, стрелявший через втулку винта. Два пулемёта УБС и два пулемёта ШКАС сохранились.
Прицел ПБП-1, позже ПБП-1А (рефлекторного типа).
Бронезащита, как и на опытном И-301, состояла из стальной 8,6-мм бронеспинки, позднее и лобового бронестекла толщиной 55 мм.

## Производственные серии
4-я серия
Расположенный между блоками цилиндров 12,7-мм пулемёт УБС заменили 20-мм пушкой ШВАК с боезапасом 120 выстрелов. В связи с падением качества изготовления ТТХ самолётов снизилось. Максимальная скорость — 549 км/ч. Скороподъёмность — 600 м/мин. Дальность — 870 км.
7-я серия
Начиная с самолёта № 3121715 устанавливался двигатель М-105ПА — развивающий ту же мощность, что и М-105П, но имеющий беспоплавковый карбюратор.
Ёмкость каждого бака в консолях уменьшили на 40 литров, полная заправка уменьшилась до 340 кг. Более крупные колеса размером 650×200 мм. Вес — 3280 кг. Максимальная скорость — 549 км/ч.
8-я серия
Перестали устанавливаться два пулемёта ШКАС, после чего ЛаГГ-3 утерял преимущество в секундном залпе по сравнению с более лёгким Як-1. Пять самолётов этой серии использовались для испытаний различных мотор-пушек, один из них был вооружён опытной ВЯ-23 (серийное производство Вя-23 налажено на заводе № 2 в городе Коврове с апреля 1942 года). Часть машин получила вертикальную фотокамеру АТА-1, установленную в хвостовой части фюзеляжа. Начало выпуска — август 1941 года.
11-я серия
Ещё раз уменьшен запас топлива, до 260 кг (от консольных баков отказались совсем).
Уменьшено вооружение до одного левого БС и одной мотор-пушки ШВАК (с 70 самолёта 10 серии).
Установлен новый мотор М-105ПА с мембранным карбюратором.
Машины оснащены 6-ю ракетными орудиями (РО), прототипом послужил самолёт № 3121422 (22 самолёт 4 серии, оснащенный восемью РО) и внешними бомбодержателями (Д3-40), способными также использоваться как узлаы крепления подвесных топливных баков.
Начало выпуска — сентябрь 1941 года.
23-я серия
Изменена конструкция хвостового оперения. Небольшое количество машин получило воздушный винт ВИШ-105СВ. Выпуск 20-х серий — конец зимы-весна 1942 года.
29-я серия
Некоторые последние самолёты 28 серии получили двигатель М-105ПФ, форсированный по наддуву. Максимальная мощность на высоте — 2700 метров. Мощность на взлётном режиме — 1210 л. с., номинальная на высоте 700 метров — 1260 л. с. Выхлопной коллектор заменён тремя сдвоенными патрубками.
Восстановлены консольные баки. С 29 серии все самолёты оснащались М-105ПФ. Вооружение: одна пушка ШВАК и один пулемёт БС.
С августа 1942 года приёмопередатчик РСИ-3 заменили на КВ-приёмопередатчик РСИ-4 «Малютка», позволяющий производить плавную настройку в полосе частот от 3,7 до 6,05 МГц. Некоторые машины получили винт ВИШ-105СВ, полный переход на который завершён с 33-й серии.
Начало выпуска — июнь 1942 года.
34-я серия
Противотанковая модификация. Вместо ШВАК устанавливалась пушка НС-37. Первые ЛаГГ-3 (около 40 машин) появились на фронте под Сталинградом осенью 1942 года.
В октябре 1941 г. впервые в СССР ОКБ-301 под руководством М. И. Гудкова удачно испытало ЛаГГ-3, оснащённый крупнокалиберным оружием — пушкой Шпитального Ш-37, на фронте под Вязьмой. В связи с ненадёжностью Ш-37 она была заменена на пушку Нудельмана — Суранова НС-37. Самолёт получил наименование К-37, но в серию не пошёл из-за отсутствия свободных производственных мощностей системы НКАП.
35-я серия
Установлены автоматические предкрылки. Расположенную на правом крыле трубку Пито перенесли под крыло. Увеличено сечение радиатора, соответственно, устанавливался больший воздухозаборник. Убирающееся хвостовое колесо.
Выпуск с августа 1942 до весны 1943 года только на авиазавод № 31 (г. Тбилиси), эвакуированном из Таганрога в октябре 1941 г. Авиазавод № 31 с конца 1942 до середины 1944 г. — единственный завод выпускавший ЛаГГ-3.
66-я серия

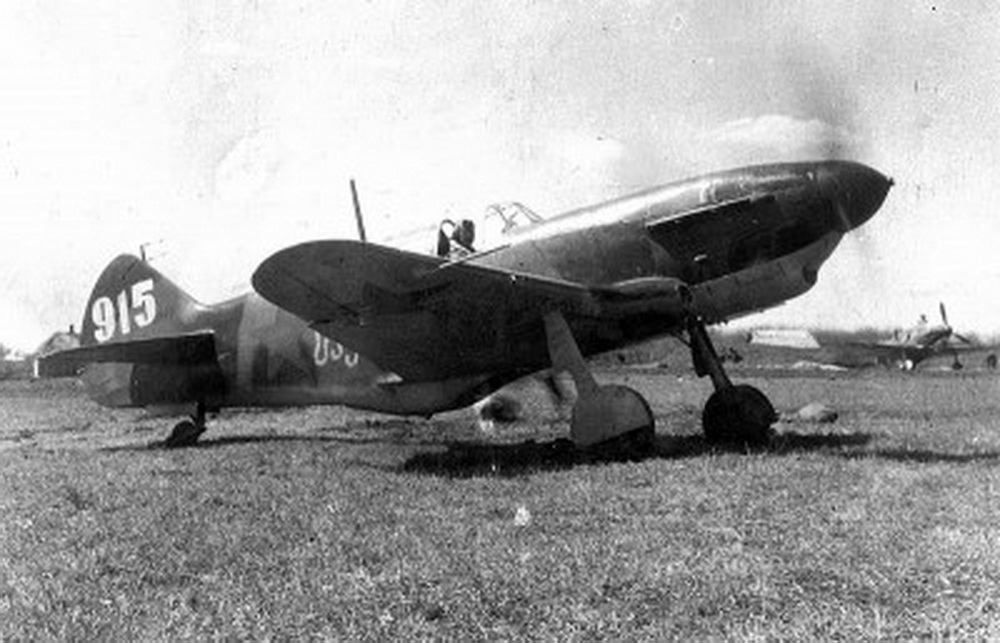
ЛаГГ-3 66-я серия

Последняя серия ЛаГГ-3 и последний самолёт с двигателем жидкостного охлаждения, созданный в ОКБ-21 под руководством С. А. Лавочкина в г. Горьком. Имел облегчённую конструкцию планера, благодаря чему взлетная масса снизилась 2990 кг.
Сравнительные испытания самолёта 66-й серии с машинами прежних выпусков, произведённые в НИИ ВВС в Свердловске, показали, что эта модификация имеет наилучшие характеристики среди ЛаГГ-3 всех выпусков. Скорость у земли составляла 542 км/ч, на высоте — 591 км/ч. Скороподъёмность 900 м/мин, потолок 9600 метров.
Некоторые узлы унифицированы с Як-1Б. Лобовое бронестекло — как у Ла-5 (толщина бронестекла 55 мм).
Выпускался с весны 1943 по июль 1944 года на заводе № 31 в Тбилиси. Одним из полков, вооруженных этими самолётами, стал 926-й истребительный авиационный полк, который 24 марта 1943 года получил 32 облегченных ЛаГГ-3 с наименованием «Советская Грузия».

## Лётно-технические характеристики
| Параметр / Модификация                | ЛаГГ-3 1 серии | ЛаГГ-3 4 серии | ЛаГГ-3 7 серии | ЛаГГ-3 11 серии | ЛаГГ-3 23 серии | ЛаГГ-3 29 серии | ЛаГГ-3 34 серии | ЛаГГ-3 60 серии | ЛаГГ-3 71 серии |
| ------------------------------------- | -------------- | -------------- | -------------- | --------------- | --------------- | --------------- | --------------- | --------------- | --------------- |
| Экипаж                                | 1 чел.         | 1 чел.         | 1 чел.         | 1 чел.          | 1 чел.          | 1 чел.          | 1 чел.          | 1 чел.          | 1 чел.          |
| Длина, м                              | 8.82           | 8.82           | 8.82           | 8.82            | 8.82            | 8.82            | 8.82            | 8.82            | 8.82            |
| Высота, м                             | 4.40           | 4.40           | 4.40           | 4.40            | 4.40            | 4.40            | 4.40            | 4.40            | 4.40            |
| Размах крыла, м                       | 9.80           | 9.80           | 9.80           | 9.80            | 9.80            | 9.80            | 9.80            | 9.80            | 9.80            |
| Площадь крыла, м²                     | 17.62          | 17.62          | 17.62          | 17.62           | 17.62           | 17.62           | 17.62           | 17.62           | 17.62           |
| Масса                                 |                |                |                |                 |                 |                 |                 |                 |                 |
| Масса пустого, кг                     | 2573           |                | 2610           | 2560            | 2527            | 2430            | 2650            | 2480            |                 |
| Масса нормальная взлётная, кг         | 3346           | 3340           | 3280           | 3080            | 3038            | 3160            | 3363            | 2990            | 2983            |
| Запас топлива, кг                     | 410            | 410            | 340            | 260             | 244             | 350             | 350             | 260             | 260             |
| Силовая установка                     |                |                |                |                 |                 |                 |                 |                 |                 |
| Тип двигателя                         | М-105П         | М-105П         | М-105ПА        | М-105ПА         | М-105ПА         | М-105ПФ         | М-105ПФ         | М-105ПФ         | М-105ПФ         |
| Мощность номинальная, л. с.           | 1020           | 1020           | 1020           | 1020            | 1020            | 1210            | 1210            | 1210            | 1210            |
| Мощность взлётная, л. с.              |                |                | 1100           | 1100            | 1100            | 1210            | 1210            | 1210            | 1210            |
| Лётные данные                         |                |                |                |                 |                 |                 |                 |                 |                 |
| Максимальная скорость у земли, км/ч   | 480(498)       |                | 457(474)       | 462             | 466             | 499(507)        | 501             | 542             | 532             |
| Максимальная скорость на высоте, км/ч | 560(575)       |                | 535(549)       | 538             | 539             | 566(573)        | 560             | 591             | 586             |
| Практическая дальность, км            | 1100           | 870            | 705            | 610             | 570             | 610             | 610             | 650             | 650             |
| Максимальная скороподъёмность, м/мин  | 735            | 588            | 618            | 605             | 732             | 780             | 685             | 893             |                 |
| Практический потолок, м               | 9500           | 9500           | 9300           | 9400            | 9500            | 10000           | 9000            | 9800            |                 |

## Боевое применение
Положительными качествами самолёта считались мощное вооружение на первых сериях, высокая живучесть, огнеупорность и минимальное использование дефицитных материалов в конструкции планера: основные материалы — сосна, березовый шпон, фанера и модифицированная смолами древесина (дельта-древесина). В качестве недостатков отмечались слабый двигатель и вследствие этого плохая тяговооружённость, недоработки конструкции из-за рекордно коротких сроков разработки, чрезмерный вес вследствие применения слабоизученного материала (дельта-древесина являлась, по сути, первым в мире композитным материалом, применённым на серийных самолётах), что вынудило при расчётах использовать большие коэффициенты запаса прочности.
Живучесть конструкции из дерева и дельта-древесины была выше, чем у аналогичного Як-1. Широко известное прозвище «Летающий Авиационный Гарантированный Гроб», вопреки распространённому мнению, во время войны не употреблялось и появилось после выхода книги, посвящённой деятельности С. А. Лавочкина. Известен также следующий факт: в 1941 году И. В. Сталин, не доверяя словам о «негорючести» дельта-древесины, пытался зажечь образец материала от огня собственной трубки.
Первая известная воздушная победа на данном самолёте одержана 13 июля 1941 года: звеном ЛаГГ-3 24-го истребительного авиационного полка (ведущий — старший лейтенант Бондаренко А. В.) в воздушном бою в районе г. Дорогобуж сбит немецкий бомбардировщик Do 17.
Особенно эффективно показал себя ЛаГГ-3 в частях ПВО при отражении немецкого воздушного наступления на Москву в 1941 г., а также при обороне с воздуха советских стратегических объектов. Хотя и в боях с истребителями в умелых руках самолёт ЛаГГ-3 был весьма эффективен — к примеру, советский ас Георгий Дмитриевич Костылев (впоследствии инспектор истребительной авиации КБФ) одержал в 1941—1943 более 30 воздушных побед над немецкими и, в особенности, финскими самолетами, и почти все — на ЛаГГе. Кроме того, свою первую звезду Героя Советского Союза, также сражаясь на ЛаГГ-3, заслужил Павел Михайлович Камозин.
Самолёты ЛаГГ-3 применялись в боевых действиях против Японии в 1945 году в качестве истребителя объектовой ПВО, для сопровождения и в качестве истребителей-бомбардировщиков (в частности, 41-й иап ВВС ТОФ).